# Kerinci Seblat
Kerinci Seblat är en nationalpark i Indonesien. Den ligger i provinsen Sumatera Barat, i den västra delen av landet, 900 km nordväst om huvudstaden Jakarta. Kerinci Seblat National Park ligger 1 203 meter över havet.